# Российско-германские отношения
Российско-германские отношения имеют многовековую историю. Первые торговые и династические связи существовали ещё между Древнерусским государством и Священной Римской империей. Во времена Петра I немецких учёных, ремесленников и военных охотно приглашали в Россию и наделяли значительными привилегиями. Императорская семья Романовых заключала династические браки с небольшими немецкими княжествами, и с Петра III династия Романовых по генеалогическим правилам именуется Гольштейн-Готторп-Романовы. Немецкая принцесса София Фредерика Ангальт-Цербстская, известная как Екатерина Великая, правила Россией на протяжении 34 лет. По её инициативе в Россию были приглашены многочисленные немецкие переселенцы, впоследствии называвшиеся российскими немцами, которыми заселялись малонаселённые земли.
Германская империя — объединённое германское государство, провозглашённое в 1871 году при ведущей роли Пруссии, — совместно с Австро-Венгрией, противостояла расширению влияния России в Европе. Германский канцлер Отто фон Бисмарк был организатором Берлинского конгресса, на котором для России были значительно урезаны результаты Русско-турецкой войны 1877—1878 годов.
В начале XX века противоречия между двумя военно-политическими блоками Европы — Тройственным союзом (Германия, Австро-Венгрия и Италия) и Антантой (Россия, Франция и Великобритания) достигли апогея и привели к началу Первой мировой войны. Большевики, пришедшие к власти в России в результате Октябрьской революции 1917 года, пошли на сепаратные мирные переговоры с Центральными державами и подписали кабальный Брестский мир, который несколько облегчил положение Германии, позволил ей на короткое время (до конца 1918 года) достичь своих экспансионистских целей на востоке и сосредоточить основные силы на Западном фронте. Брестский мирный договор утратил силу в ноябре 1918 года после поражения Германии в войне.
В 1922 году Германия и Советская Россия подписали Рапалльский договор, способствовавший преодолению внешнеполитической изоляции Германии и Советской России. В 1926 году СССР и Германия заключили договор о нейтралитете. В 1920-х годах активно развивались экономические связи и военно-техническое сотрудничество Германии с СССР, контакты между командованием рейхсвера и РККА. Это сотрудничество было временно приостановлено после прихода к власти в Германии Национал-социалистической немецкой рабочей партии Адольфа Гитлера.
В предвоенный период конца 1930-х годов между СССР и Германией вновь были налажены активные экономические взаимоотношения и торговля. К концу 1930-х годов рост германского милитаризма и открыто декларировавшиеся планы рассмотрения «жизненного пространства на Востоке» всё больше тревожили руководство СССР с его собственными открыто декларируемыми идеями и угрозами осуществления экспорта мировой революции во все страны мира, на что была направлена вся внешняя политика СССР того периода. При этом, советская дипломатия прилагала усилия в создании единого антифашистского фронта и системы коллективной безопасности, тогда как западные державы не доверяли СССР и предпочитали вести политику умиротворения.
Обострение международной обстановки в начале 1939 года заставило Великобританию и Францию пойти на переговоры с СССР о совместном противодействии германской экспансии, однако одновременно они продолжали искать пути достижения соглашения с Германией. Германское руководство, воспользовавшись противоречиями между западными державами и СССР, предложило советскому правительству заключить договор о ненападении, выразив при этом готовность учесть геополитические интересы СССР. На фоне безуспешных переговоров с Великобританией и Францией и необъявленной войны на Халхин-Голе СССР пошёл на такое соглашение. Договор о ненападении между СССР и Германией (а также дополнительный секретный протокол к нему) был подписан за несколько дней до нападения Германии на Польшу, ознаменовавшего начало Второй мировой войны. Целью Договора между СССР и Германией, по утверждениям советского руководства, было обеспечить влияние Советского Союза в Восточной Европе, а без секретного протокола он не имел смысла. Хотя протокол не являлся юридическим основанием для перекройки восточноевропейских границ, он предрешил судьбу третьих стран и свидетельствует о сотрудничестве СССР с нацистской Германией в переделе Восточной Европы.
1 сентября 1939 года Германия напала на Польшу. 17 сентября советские войска вступили в восточные районы Польши. К СССР были присоединены Западная Украина и Западная Белоруссия. 28 сентября, сразу после завершения боевых действий в Польше, в Москве был подписан советско-германский договор о дружбе и границе.
Между тем, и Сталин, и Гитлер, не сомневались, что военное столкновение СССР и Германии скорее всего неизбежно. 31 июля 1940 года Гитлер представил на военном совещании общий план будущей войны против СССР — план «Барбаросса». 22 июня 1941 года нацистская Германия совместно со своими европейскими союзниками напала на Советский Союз, начав самый кровопролитный конфликт в истории человечества, известный в России как Великая Отечественная война. Военно-политическое руководство нацистской Германии, рассчитывая на стратегию молниеносной войны («блицкриг»), намеревалось ликвидировать советское государство, завладеть его богатствами, физически истребить часть населения и «германизировать» территорию страны вплоть до Урала, в соответствии с планом Ост.
До своего открытого военного столкновения с Германией 22 июня 1941 года, Советский Союз вёл свои собственные захватнические войны, преследуя свои геополитические цели и интересы, играя на противоречиях двух противоборствующих коалиций (антигитлеровской коалиции и германской коалиции Стран Оси). Пытаясь разграничить сферы влияния с Германией и её союзниками, СССР чуть было не оказался в германской коалиции пакта четырёх держав — тем более, что ранее практически как союзники, РККА вместе с Вермахтом уже участвовала в разгроме и захвате Польши. Однако непомерные (по мнению Гитлера) геополитические аппетиты Сталина в итоге не позволили ему присоединиться к пакту четырёх держав и привели к войне германской коалиции государств против СССР, на стороне находившегося практически в полной международной изоляции СССР выступили только марионеточные просоветские режимы Монголии и Тувы (последняя в итоге была аннексирована Советским Союзом в 1944 году). И только нежелание распространения германского геополитического влияния на всю Европу и Евразию подтолкнули страны антигитлеровской коалиции рассмотреть СССР (волею обстоятельств оказавшегося противником германской экспансии) в качестве естественного союзника в борьбе с Германией, что и побудило Англию и США начать оказывать всевозможную военную помощь СССР в войне против Германии, а Советский Союз также оказался среди стран антигитлеровской коалиции, в итоге сыграв решающую роль в её победе.
В ходе войны Советский Союз в составе антигитлеровской коалиции изгнал захватчиков со своей территории и освободил от германской оккупации страны Центральной и Восточной Европы. Война в Европе завершилась в мае 1945 года победой стран антигитлеровской коалиции и капитуляцией вооружённых сил Германии.
После поражения в войне Германия была разделена союзниками по антигитлеровской коалиции на четыре оккупационные зоны. На территории оккупационных зон Великобритании, США и Франции (Тризония) 7 сентября 1949 года была основана Федеративная Республика Германия со столицей в Бонне, через месяц, 7 октября 1949 года, в советской зоне оккупации Германии — Германская Демократическая Республика со столицей в Восточном Берлине. 9 мая 1955 года ФРГ вступила в НАТО, ГДР 14 мая 1955 года — в Организацию Варшавского договора. 13 августа 1961 года между Восточным и Западным Берлином была возведена Берлинская стена. ГДР, на территории которой дислоцировалась Группа советских войск, стала главным форпостом социалистического лагеря в холодной войне.
В ФРГ приход к власти социал-демократов во главе с Вилли Брандтом ознаменовался переходом от конфронтации со странами социалистического лагеря к сотрудничеству, результатом чего стал Московский договор 1970 года между СССР и ФРГ, зафиксировавший нерушимость границ и отказ от территориальных претензий. С начала 1970-х годов ФРГ прочно заняла место главного торгового партнёра СССР.
Разрядка международной напряжённости, политические реформы в СССР в конце 1980-х и ряд прочих причин привели к распаду социалистического лагеря, Организации Варшавского договора, а позже и самого Советского Союза. 9 ноября 1989 года Берлинская стена была демонтирована. 12 сентября 1990 года в Москве был подписан Договор об окончательном урегулировании в отношении Германии. 3 октября 1990 года территория ГДР вошла в состав Федеративной Республики Германия, холодная война окончилась. К сентябрю 1994 года все российские войска покинули территорию Германии.
После распада СССР Россия продолжала поддерживать конструктивные добрососедские отношения с Германией, но в 2014 году отношения между Россией и Германией значительно ухудшились из-за аннексии Крыма Российской Федерацией и конфликта на востоке Украины. Канцлер Германии Ангела Меркель неоднократно обвиняла Россию во вмешательстве во внутренние дела Украины и в поддержке самопровозглашённых Донецкой и Луганской народных республик.

## История

### Средние века
Первые торговые и династические связи существовали ещё между Древнерусским государством и Священной Римской империей. Известно о русском посольстве, отправленном будущему императору Оттону I княгиней Ольгой в 959 году. В 1089 году дочь киевского князя Всеволода Ярославича Евпраксия ненадолго стала супругой императора Генриха IV (примечательно, что в 1043 году Ярославу Мудрому не удалось выдать замуж за Генриха III одну из своих дочерей).
Приход немцев в Прибалтику в начале XIII века означал вытеснение оттуда русского влияния. Немцами был захвачен Юрьев, а также города по Западной Двине, подчинявшиеся Полоцкому княжеству. Для противодействия немецкой экспансии русские князья совершили ряд походов. Северные крестовые походы тевтонских рыцарей были направлены, в том числе, против русских «схизматиков» и привели к войнам с Новгородской республикой, важными вехами в которых традиционно считаются поражение немцев в Ледовом побоище (1242 год), а также Раковорская битва (1267 год). В 1410 году смоленские полки приняли в составе войск Великого княжества Литовского участие в Грюнвальдской битве, окончившейся для Тевтонского ордена поражением и последующим упадком. В то же время, между Северо-Западной Русью и северной Германией существовали разветвлённые торговые отношения, Новгород и Псков участвовали в торговле Ганзейского союза.

### Период Русского государства
В русско-ливонской войне 1480—1481 годов Иван III осуществил победоносный поход вглубь ливонских земель, придя на помощь Псковской республике. Во время русско-литовской войны 1500—1503 годов ливонские рыцари заключили союз с Литвой и вновь воевали с Иваном III. После этого на полвека установились относительно спокойные отношения.
В 1514 году в договоре с императором Священной Римской империи Максимилианом I Василий III впервые в истории Руси назван «императором русов». Священная Римская империя некоторое время состояла в союзе с Москвой и оказывала ей помощь в борьбе против польско-литовской династии Ягеллонов. В 1576 году, во время знаменитого русского посольства в Регенсбург, император Максимилиан II, желая привлечь Ивана Грозного к союзу против Турции, признал его царский титул.
С начала XVI века в русских землях жило немало немецких ремесленников и наёмников. В частности, в Москве существовала немецкая слобода, в которой жили однако не только немцы, а называвшиеся этим словом западные неславянские иноземцы. Тем не менее, Ливонская конфедерация проводила скоординированную с императором политику по недопущению ремесленников из германских государств на Русь. Так, когда Грозный поручил Гансу Шлитте завербовать в Европе и привезти в Москву ремесленников различных профессий, всю группу арестовали. Шлитте решили судить в Любеке в 1548 году, ремесленник Ганц, который пробовал пробраться в русские земли на свой страх и риск, был казнён. Совместно с Ганзейским союзом Орден контролировал торговые связи Русского царства. Весь торговый обмен с Русью европейские купцы должны были осуществлять через ливонские порты: Ригу, Ревель и Нарву; товары должны были перевозиться только на ганзейских судах. Это вызывало сильное недовольство царя и послужило одной из причин начала Ливонской войны, в результате которой Ливонская конфедерация перестала существовать. Известно об участии немецких солдат-наёмников в битве при Молодях на стороне русских.

### Период Российской империи
Во времена Петра I немецких учёных, ремесленников и военных охотно приглашали в Россию и наделяли значительными привилегиями. Особым слоем населения Российской империи были балтийские немцы, ставшие российскими подданными после завоевания Россией остзейских губерний. Из балтийских немцев, обладавших большим авторитетом и привилегиями, состояла значительная часть государственных деятелей первой половины XVIII века. Под предводительством немецкого военачальника Христофора Миниха Россия впервые смогла опустошить Крымское ханство. Династические браки российского двора стали всё чаще заключаться с небольшими немецкими княжествами, и с Петра III династия Романовых по генеалогическим правилам именуется Гольштейн-Готторп-Романовы.
В ходе Семилетней войны, в которой воевала Россия с Пруссией, русская армия вошла в Берлин, а Кёнигсберг присягнул России. Однако после внезапной смерти императрицы Елизаветы Петровны и восхождения на престол Петра III, известного своей симпатией к Пруссии, все эти земли были безвозмездно переданы Пруссии. Немецкая принцесса София Фредерика Ангальт-Цербстская, известная как Екатерина Великая, совершив государственный переворот против Петра III, взошла на российский престол и правила на протяжении 34 лет. В эту эпоху Россия достигла существенных военных и политических успехов. Во время царствования Екатерины II по её инициативе в Россию были приглашены многочисленные немецкие переселенцы, которыми заселялись малонаселённые земли. Впоследствии они стали называться российскими немцами.
Во время Наполеоновских войн русские нередко сражались против французов на германской территории. В Отечественную войну 1812 года во вторгнувшейся в Россию «Великой армии» Наполеона I, состояли многочисленные пруссаки и солдаты Рейнского союза. Будучи призванными в армию силой, они боролись, однако, без мотивации и при возможности дезертировали. Отношения Германской империи, основанной в 1871 году, с Россией поначалу были достаточно холодными. Это было вызвано германской поддержкой Австро-Венгрии и немецким сопротивлением расширению влияния России, в том числе на Балканском полуострове. Германский канцлер Отто фон Бисмарк был организатором Берлинского конгресса, на котором были значительно урезаны выгодные для России результаты Русско-турецкой войны 1877—1878 годов. Это событие вызвало в российском обществе растущую вражду к Германии и ко всему германскому народу. Германия представлялась свирепой милитаристской державой и одним из главных противников славянства.

#### «Немцы» Романовы
Есть мемуарная запись о том, как Александр III, узнав от Победоносцева о том, что настоящим отцом Павла I был не Пётр III, а Салтыков, перекрестился: «Слава Богу, мы русские!» А услышав от историков опровержение, снова перекрестился: «Слава Богу, мы законные!»
Принадлежность к Гольштейн-Готторпской династии, а также постоянные браки русских царей-императоров с немецкими принцессами (из всех супруг императоров только жена Александра III была датская принцесса, из датской линии того же Ольденбургского дома, что и Гольштейн-Готторпы) вызывали многочисленные упрёки в засилии немцев на русском престоле.
С. М. Соловьёв, исследуя немецкие корни династии Гольштейн-Готторп-Романовых, для большей наглядности мысленно проделывал эксперимент — смешивал красное вино (в качестве аналога русской крови) с водой (аналог немецкой крови). Эмигрант И. Головин приписывал этот эксперимент А. Пушкину: последовательно разбавляя вино и воду в зависимости от национальности того или иного представителя императорской родословной, поэт будто бы «получал в конце концов жидкость столь слабо окрашенную, что вызывал всеобщий хохот, когда просил присутствующих решить, вино ли это или вода и, по аналогии, русские ли нынешние цари России или немцы». Сам Головин считал, что русские государи начиная с Петра III — «иностранного происхождения» и что русское правительство «выдаёт» Гольштейн-Готторпов за Романовых потому, что слово «немец» «ненавистно русскому человеку», который «никогда не свыкнется с мыслью, что им управляют немцы».
Помнили о «немецком происхождении» российских императоров и другие русские аристократы. Князь Пётр Владимирович Долгоруков в эмиграции называл Александра II «исполняющим в России должность Романова» и даже прямо писал ему: «Вам известно, государь, что предки мои были великими князьями и управляли Россией в то время, когда предки вашего величества не были ещё графами Ольденбургскими». Известно, что в неформальной обстановке многие дворяне называли императорское семейство «Гольштейн-Готторпским».
Сами российские правители знали об этом. Когда в 1885 году в «Учреждение об императорской фамилии» было внесено изменение, по которому правнуки и праправнуки императора лишались титула великих князей и княжон и для них вводился титул князь императорской крови, великий князь Михаил Николаевич заметил: «…это всё петербургский высший свет, который радуется этой мере, говоря, что они — Рюриковичи, а мы немцы-голштинцы, в коих и романовской крови не осталось; а что сказали бы Долгоруковы или Оболенские, если бы у их потомства отняли принадлежащий им титул и притом без суда, без совершения преступления и т. д.». Император Александр II якобы говорил о своём внебрачном сыне Георгии от Долгоруковой: «Это настоящий русский, в нём, по крайней мере, течёт русская кровь». Александр III писал в 1886 году К. П. Победоносцеву: «Есть господа, которые думают, что они одни Русские, и никто более. Уже не воображают ли они, что я Немец или Чухонец? Легко им с их балаганным патриотизмом, когда они ни за что не отвечают. Но я не дам в обиду Россию».
Следует отметить, что данная ситуация не была уникальной: в результате династических браков все европейские династии имели смешанное этническое происхождение — так, среди предков последнего русского царя Николая II по линиям немецких принцесс были русские, сербские, польские, чешские и поморские князья, а также князь Рюрик.
29 января (10 февраля) 1894 года был заключён русско-германский торговый договор сроком на десять лет, согласно которому обе страны понижали пошлины на товары друг друга. Подписанию договора предшествовала напряжённая торговая война.
14 (26) ноября 1894 года в дворцовой церкви Зимнего дворца состоялось бракосочетание русского императора Николая II с великой княжной Александрой Фёдоровной (урождённая немецкая принцесса Викто́рия Али́са Еле́на Луи́за Беатри́са Ге́ссен-Дармшта́дтская; нем. Victoria Alix Helena Louise Beatrice von Hessen und bei Rhein, Hesse-Darmstadt), принявшей это именование после миропомазания (совершено 21 октября (2 ноября) 1894 года в Ливадии на следующий день после смерти Александра III), она приходилась двоюродной сестрой немецкому кайзеру Вильгельму II, так как их матери были родными сёстрами.
Таким образом русский царь Николай II и немецкий император Вильгельм II состояли в родстве, приходились друг друг кузенами и дружили семьями (императоры ездили семьями в гости и называли друг друга Вилли и Ники).

### Первая мировая война (1914—1918)
В 1913 году, накануне Первой мировой войны, Германия была главным торговым партнером России: на неё приходилось 29,8 % российского экспорта и 47,5 % импорта. Германия также была одним из основных инвесторов в Россию (наравне с Францией, Бельгией и Великобританией). Советский дипломат Г. В. Чичерин в служебной записке И. В. Сталину от 2 марта 1922 г. сообщал, что до начала революции 1917 года на долю России (без Польши, Латвии, Литвы и Эстонии) приходилось 263 предприятия с иностранным капиталом, общий акционерный капитал которых составлял около 1,168 млрд рублей, из них германские вложения — 378 миллионов рублей, тогда как английские только 226 миллионов рублей.
К 1914 году на мировой арене оформились два блока великих держав, противостояние которых и легло в глобальную первооснову мировой войны. Блок Антанта (Российская империя, Великобритания, Франция) оформился в 1907 году после заключения русско-французского, англо-французского и англо-русского союзных договоров. И Тройственный союз (Германская империя, Австро-Венгрия, Королевство Италия) который в итоге преобразовался в Четверной союз так называемых Центральных держав (к которому вместо переметнувшейся на сторону Антанты Италии присоединились Турция и Болгария). В ряду многих других причин войны называются: изменение баланса сил, территориальные притязания и союзные обязательства европейских держав, империализм, милитаризм, автократия; неразрешённые предшествующие локальные конфликты (Балканские войны, Итало-турецкая война). В России В. И. Ленин и РСДРП(б) квалифицировали войну как несправедливую со всех сторон и выдвинули лозунг «перевести войну империалистическую в войну гражданскую».
В войну вступили не сумевшие и не желавшие договориться по-семейному вместо кровавой бойни ближайшие кровные родственники — двоюродные братья и внуки королевы Виктории Вильгельм II и Георг V, и их зять и кузен Николай II, женатый на ещё одной внучке королевы Виктории; при этом Георг V и Вильгельм II в итоге не спасли от гибели Николая II и его семью.
Военное столкновение Германской и Российской империи в Первой мировой войне во многом явилось следствием имевшихся противоречий между Россией и Германией которые вылились в открытую конфронтацию, когда возник июльский кризис 1914 года. Германия поддержала Австро-Венгрию, Россия — Сербию. Начавшаяся война вызвала рост германофобских настроений в Российской империи, особенно среди панславистов, всё это вынудило правительство пойти на крайние меры: Санкт-Петербург был спешно переименован в Петроград, Екатериненштадт в Екатериноград (ныне Маркс), Бальцер в Голый Карамыш (ныне Красноармейск), Анненфельд в Аннино (ныне Шамкир)..
Вскоре Петроград и Москву охватили беспорядки: 4 августа 1914 года в Петрограде было совершено нападение на германское посольство (были уничтожены статуи с конями над коллонадой). 2 февраля 1915 года в связи с войной российское правительство приняло законы о принудительном отчуждении земель у выходцев из Германии и Австро-Венгрии в западных губерниях. Решением Сената подданные враждебных государств лишались судебной защиты; закрывались немецкие школы и газеты в России; немцы подлежали высылке из местностей, объявленных на военном положении. Из Москвы было выслано около двух тысяч германских и австрийских подданных. Позднее эти «ликвидационные законы» распространятся и на другие губернии и области страны.
С 26 по 29 мая 1915 года по Москве прокатилась волна немецких погромов: по разным данным, около 50 тысяч человек устроили массовые беспорядки, разгромив 475 торговых предприятий и 207 квартир и домов. Пострадавшими были признаны 113 германских и австрийских подданных, а также 489 русских подданных с германскими фамилиями. Немецкие погромы не прекращались вплоть до падения монархии в России. По некоторым данным, угрозы поступали и в адрес императрицы Александры Фёдоровны.
13 декабря 1915 года правительство России подготовило указ, согласно которому все немецкое население Поволжья подлежало выселению в Сибирь. Выселение планировалось начать с весны 1917 года. 6 февраля 1917 года Император Николай II санкционировал применение «ликвидационных законов» об экспроприации земель у поволжских немцев. После победы Февральской революции в Петрограде и в Саратове, 11 марта 1917 года Специальным постановлением было приостановлено исполнение всего «ликвидационного» законодательства, направленного против немецкого населения России. В постановлении указывалось, что окончательное решение по этому вопросу должно принять Учредительное собрание.
Не сумев победить в молниеносной войне и предвидя грядущее поражение в затяжной войне, германское командование всячески способствовало нарастанию революционной ситуации в России. Для ослабления России немецкое командование обеспечило ссыльному большевику Владимиру Ленину финансирование и беспрепятственный проезд в пломбированном вагоне через Германию, в надежде, что тот будет способствовать накалу в России внутриполитической ситуации.
Осуществив в октябре 1917 года вооружённый переворот и неконституционным путём придя к власти, ленинское правительство большевиков заключило с Германией, а также с её союзниками — Австро-Венгрией, Болгарией и Османской империей, Брестский мирный договор о прекращении с ними войны. По этому договору Россия утратила огромные территории на её западных границах (в пользу Германии и Австро-Венгрии отходили Польша, Литва, часть Белоруссии и Украины, Эстонии и Латвии, Моонзундские острова и Рижский залив). Опасаясь дальнейшего развития революционного движения внутри самой Германии, её правительство 5 ноября 1918 года разорвало дипломатические отношения с Россией. Формальным предлогом для этого послужила революционная агитация и пропаганда советской дипломатической миссии в Берлине, а также убийство германского посла графа Вильгельма фон Мирбаха в Москве 6 июля 1918 года. Подписание 11 ноября 1918 года между Германией и Антантой Компьенского перемирия положило конец Первой мировой войне. Согласно одному из условий Компьенского перемирия, к Германии сохранялся режим экономической блокады, что исключало её дипломатические и торгово-экономические связи с РСФСР. 13 ноября Всероссийский Центральный Исполнительный Комитет своим постановлением денонсировал Брест-Литовский мирный договор, объявив недействительными все включённые в него обязательства, касавшиеся уплаты контрибуции и территориальных уступок.

### Межвоенное время (1918—1941)

#### Взаимоотношения с Веймарской республикой
По завершении Первой мировой войны (1914—1918) Версальско-Вашингтонская система международных отношений заложила основы и противоречия дальнейшего мирового порядка, они были утверждены Версальским мирным договором с проигравшей Германией, и подобными договорами с её побеждёнными союзниками, а также соглашениями, заключёнными на Вашингтонской конференции 1921—1922 годов. Европейская (Версальская) часть этой системы в значительной степени была сформирована под влиянием политических и военно-стратегических соображений государств-победителей (главным образом, Великобритании и Франции) при игнорировании интересов побеждённых и вновь образованных стран на карте мира. Веймарская Германия и Советская Россия остались сильно не удовлетворены результатами Первой мировой войны. в частности Советская Россия (как правопреемник распавшейся Российской империи) не числилась страной победителем (в отличие от других стран блока Антанты и её союзников), и при этом потеряла значительную территорию в Восточной Европе в результате возникновения на этих землях ряда независимых и суверенных государственных образований, таких как Польша, Литва, Эстония, Латвия, Финляндия.
16 апреля 1922 года во время Генуэзской конференции в городе Рапалло (Италия) между Советской Россией и Веймарской республикой был подписан мирный договор о восстановлении дипломатических отношений и урегулировании всех спорных вопросов. Стороны взаимно отказались от возмещения военных расходов, военных и невоенных убытков, расходов на содержание военнопленных, ввели принцип наибольшего благоприятствования при осуществлении взаимных торговых и хозяйственных отношений; помимо этого, Германия признала национализацию германской частной и государственной собственности в РСФСР и аннулирование советским правительством царских долгов.
Это был первый межгосударственный договор, регулировавший отношения между Германией и Россией после окончания Первой мировой войны. В дальнейшем он подтверждался и расширялся другими договорами, в частности Берлинским договором 1926 года. Подписанием Рапалльского договора как Веймарская республика, так и Советская Россия, находившиеся в международной изоляции, рассчитывали усилить свои позиции на международной политической арене. Важное значение подписание имело и для экономики двух стран: для Германии Россия была хорошим рынком сбыта промышленной продукции; для России сотрудничество с Германией в тот период означало единственную возможность для осуществления индустриализации.
11 августа 1922 года было подписано временное соглашение о сотрудничестве рейхсвера и Красной армии. Германия была крайне заинтересована в военно-техническом обмене, так как Версальский договор 1919 года накладывал на германскую армию значительные ограничения. Германия получила возможность вести научные разработки в военной сфере и обучать своих военных специалистов для ВВС и танковых войск; СССР получил доступ к немецким военным разработкам и возможность обучения своих военных кадров.
В рамках военного сотрудничества в 1925 году под Липецком была организована совместная лётно-тактическая школа. Под руководством немецких специалистов за 8 лет её существования было обучено и переподготовлено около 120 лётчиков для Германии и сопоставимое число военных специалистов для Советского Союза.
3 октября 1926 года был подписан документ о создании совместной танковой школы под Казанью, но к практическому обучению в ней приступили только с весны 1929 года. В 1933 году школа была расформирована. Для немецкой стороны за время её работы было подготовлено до 30 офицеров.
Также в 1926 году был подписан договор о создании совместной химической лаборатории для военных целей (Объект «Томка»). В Саратовской области на объекте «Томка» испытывались методы применения отравляющих веществ в артиллерии, авиации, а также средства и способы дегазации загрязнённой местности.

#### Взаимоотношения с нацистской Германией
В 1933 году, после прихода к власти Национал-социалистической немецкой рабочей партии во главе с Адольфом Гитлером, рапалльская политика экономического и военно-технического сотрудничества по инициативе советской стороны была свёрнута, хотя de jure Германия продолжала ещё некоторое время числиться стратегическим партнёром СССР.
К концу 1930-х годов рост германского милитаризма, усиление геополитических аппетитов Гитлера, открыто декларировавшиеся планы рассмотрения «жизненного пространства на Востоке» всё больше тревожили руководство СССР с его открыто декларируемыми идеями и угрозами осуществления экспорта мировой революции во все страны мира, на что была направлена вся внешняя политика СССР того периода. Ответной реакцией стала активная антифашистская политика (7-й конгресс Коминтерна поставил борьбу против фашизма в центр деятельности коммунистических партий) и антигерманская пропаганда.
В 1934 году СССР вступил в Лигу Наций. Советская дипломатия боролась за создание единого антифашистского фронта и системы коллективной безопасности, одновременно развивая двусторонние межгосударственные отношения. В 1935 году между СССР, Францией и Чехословакией были подписаны договоры о взаимной военной помощи в случае агрессии со стороны других держав. В то же время Польша в 1934 году предпочла заключить декларацию о ненападении и взаимопонимании с Германией, а Англия в 1935 году подписала с Германией военно-морское соглашение.
Обострение международной обстановки в начале 1939 года заставило Великобританию и Францию пойти на переговоры с СССР о совместном противодействии германской экспансии, однако одновременно они продолжали искать пути достижения соглашения с нацистской Германией и добивались от советского руководства принятия на себя односторонних обязательств по оказанию помощи странам, которым угрожала германская агрессия, что привело бы к втягиванию СССР в войну с Германией. Германское руководство, воспользовавшись противоречиями между западными державами и СССР, предложило советскому правительству заключить договор о ненападении, выразив при этом готовность учесть геополитические интересы СССР. Подобное соглашение руководство нацистской Германии рассматривало как способ нейтрализации СССР и намеревалось соблюдать его лишь до тех пор, пока это не начнёт противоречить интересам Германии.
На фоне событий 1938 (аншлюс Австрии, Мюнхенский сговор, англо-германская и франко-германская декларации о дружбе и ненападении, Венский арбитраж) и 1939 годов (локальный конфликт с Японией, провал переговоров о взаимопомощи с Англией и Францией) Советский Союз вынужденно пересмотрел свою внешнюю политику, пойдя на восстановление отношений с Германией. В 1939 году между СССР и Германией было заключено торговое соглашение, подписаны Договор о ненападении и Договор о дружбе и границах. Особое значение для дальнейших отношений между странами имел Секретный дополнительный протокол к Договору о ненападении между Германией и СССР о разграничении сфер влияния в Европе. Целью Договора между СССР и Германией, по утверждениям советского руководства, было обеспечить влияние Советского Союза в Восточной Европе, а без секретного протокола он не имел смысла. Хотя протокол не являлся юридическим основанием для перекройки восточноевропейских границ, он предрешил судьбу третьих стран и свидетельствует о сотрудничестве СССР с нацистской Германией в переделе Восточной Европы.
1 сентября 1939 года Германия напала на Польшу. 17 сентября советские войска вошли в восточные районы Польши приблизительно до линии Керзона. К СССР были присоединены Западная Украина и Западная Белоруссия, отошедшие к Польше в ходе советско-польской войны (1919—1921). 28 сентября 1939 года, сразу после завершения военных операций в Польше, в Москве был подписан советско-германский договор о дружбе и границе и новые секретные протоколы, в которых были уточнены сферы интересов двух стран. После этого на ближайшие два года из советской пропаганды исчезли антигерманские темы.
Между тем, и Сталин, и Гитлер, не сомневались, что военное столкновение СССР и Германии скорее всего неизбежно. 31 июля 1940 года Гитлер представил на военном совещании общий план будущей войны против СССР — план «Барбаросса». В то же время обе стороны стремились оттянуть начало войны до полной готовности к её началу. В ноябре 1940 года в Берлин для переговоров с Гитлером прибыл Молотов, получивший от Сталина инструкции согласиться на продолжение советско-германского сотрудничества при условии отнесения к сфере интересов СССР Болгарии и Черноморских проливов — это было частью переговоров о присоединении СССР к Тройственному пакту Стран «Оси» (Пакт четырёх держав), также обсуждалось расширить сферу советских интересов в южном направлении за счёт Индии и Ирана (являвшихся сферой интересов Великобритании). Подписание соглашения так и не состоялось из-за непомерных (по мнению Гитлера) геополитических аппетитов Сталина, которые выдвигала советская сторона. В декабре 1940 года Гитлер подписал план «Барбаросса», назначив нападение на СССР на май 1941 года. Однако, весной 1941 года Германия была вынуждена оккупировать Югославию ввиду произошедшего там государственного переворота и срочно спасать положение своих итальянских союзников в Греции — по сути, эти вынужденные военные операции на Балканах примерно на два месяца отсрочили вторжение в СССР вооружённых сил европейской коалиции Стран «Оси», в которую к июню 1941 года, помимо Германии, входили: Италия, Венгрия, Румыния, Болгария, Словакия, Хорватия и Финляндия. Тем самым, эти два месяца отсрочки осуществления операции «Барбаросса» оказались совершенно спасительными для СССР — дата нападения на Советский Союз была перенесена на 22 июня 1941 года.

#### Жупел большевизма: Коминтерн и угроза мировой революции
Жупел большевизма стал одним из излюбленных и, как показала история, весьма действенных символов для нацистской антисоветской агитации, провоцирования более чем обоснованного недоверия к Советскому Союзу и оправдания подготовки войны против него.
РКП (б), создав Третий Интернационал, поставила задачу распространения идей революционного интернационального социализма и коммунизма во все страны мира. Эту работу часть руководства партии считала борьбой за мировую революцию и в ней были задействованы советские полпредства, торговые фирмы, туристические бюро, научные институты, на что тратились значительные финансовые ресурсы СССР.
В предвоенные годы Советское государство своей активной внешней международной деятельностью, закреплённой официально в государственной символике страны, поставил своей целью на деле осуществить свою всемирно-историческую миссию по подготовке силового революционного преобразования всего мирового сообщества на принципах коммунизма. Через свои многочисленные ячейки и филиалы в виде всевозможных зарубежных коммунистических партий, а также близкие по убеждениям общественные организации — КИМ, МОПР, различные антифашистские объединения и пр., Коминтерн (полностью управляемый и финансируемый советским правительством и партийным руководством СССР) готовил мировую пролетарскую революцию. Гимном Коминтерна была песня: «Наш лозунг — Всемирный Советский Союз!».
Это нашло своё отражение также и в первой строфе текста государственного гимна СССР (тогда — «Интернационал»), транслировавшегося в мировой эфир дважды в сутки государственной радиостанцией имени Коминтерна из Уфы. В качестве рабочего механизма при этом использовалась формально внегосударственная организация — Коммунистический Интернационал (Коминтерн), имеющий в Москве свою штаб-квартиру. Посредством этой организации оказывалось возможным через голову парламентов и правительств буржуазных государств и, минуя созданную для согласования международных отношений организацию в лице Лиги наций, обращаться непосредственно к наиболее восприимчивому к коммунистической идеологии общественному слою — рабочим промышленности, то есть к классу пролетариата.
Конечные цели советской внешней политики были изначально недвусмысленно выражены и геральдически в виде государственного герба СССР, изображавшего земной шар, накрытый эмблемой свободного коммунистического труда — Серпом и Молотом — с популистским призывом к объединению пролетариата под лозунгом: «Пролетарии всех стран, соединяйтесь!».
При этом, офицерский корпус вермахта был достаточно хорошо осведомлён о беспрецедентном терроре и репрессиях в СССР, которым начиная с середины тридцатых годов подвергались все слои населения России, включая и политическую партийную оппозицию в ВКП(б), и командный состав РККА, и сами карательные органы НКВД. Среди жертв были и командиры, лично известные немцам по совместной боевой учёбе. Советский Союз они рассматривали как территорию, в которой царят моральный вакуум, террор и полное беззаконие. Всего этого в определённой степени было достаточно для поддержания в их среде уверенности в своей правоте и исторической обоснованности необходимости войны против Советской России, которую много позже уже президент США Рейган также назвал «Империей зла».
Столкнувшись на фронте с бойцами Красной армии, немецкие военнослужащие имели возможность убедиться в глубокой разнице в культуре, привычках и обычаях, а также мировоззрении между собой и своим противником. Это различие интенсивно эксплуатировала немецкая пропаганда, одним из направлений которой было внушение представления о неполноценности противника и на этом основании, оправдывала любые крайне жестокие методы борьбы с ним.
Однако нацистская пропаганда к началу войны не нашла в солдатской массе всеобщей поддержки. Даже в последнюю перед пересечением границы ночь, до зачтения приказа, немецкие солдаты были настроены не враждебно, и даже благодушно, говоря между собой:

«Der Iwan tut uns doch nicht, ist unser Verbündeter, liefert Korn und ist gegen die Engländer.» So sagen die meisten…
«Иван ничего против нас не имеет, он наш союзник, поставляет нам хлеб и он против англичан». Так считает большинство…— 
Верховному командованию вермахта цель предстоящего похода на восток была сообщена Гитлером в марте 1941 года, как создание основы для достижения германской гегемонии на Европейском континенте, причём подчёркивалось, что предстоящая война с СССР будет войной идеологий, конечной целью которой будет уничтожение «еврейского большевизма». Для нижних чинов было разработано специальное руководство «Richtlinien für das Verhalten der Truppe in Rußlahd», где был дан упрощённо-примитивный образ врага: «Большевик — Еврей — Партизан».

### Великая Отечественная война (1941—1945)
22 июня 1941 года нацистская Германия совместно со своими европейскими союзниками Стран «Оси» напала на Советский Союз, начав самый кровопролитный конфликт в истории человечества, в советской и российской историографии именуемый как Великая Отечественная война.
Военно-политическое руководство нацистской Германии, рассчитывая на стратегию молниеносной войны («блицкриг»), намеревалось ликвидировать советское государство, завладеть его богатствами, физически истребить часть населения и «германизировать» территорию страны вплоть до Урала. Для советского народа Великая Отечественная война стала справедливой войной за свободу и независимость своей Родины.
В течение всей войны СССР и Германия вели истребительную тотальную войну в отношении друг друга. По мере разрастания бедствий и разрушений, благодаря усилиям советской пропаганды отношение к немцам в советском обществе перешло в гнев и ненависть, а слово «немец» на многие годы стало синонимом врага. Среди немцев презрительное отношение к русским, подогреваемое нацистской идеологической пропагандой, выливалось в крайнюю жестокость, в том числе по отношению к мирному населению. В самой Германии не утихала официальная пропаганда, которой подпитывался образ русского народа как варвара.
При этом, огромный масштаб имел размах коллаборационизма советских граждан с германскими оккупационными властями. Сотрудничество граждан СССР с оккупантами развивалось в различных формах: военной, политической, хозяйственной, административной. Причины, толкнувшие людей на этот шаг, имели сложный и неоднозначный характер, были порождены разными обстоятельствами бытового, психологического, мировоззренческого, иногда религиозного порядка. Бесспорно, что среди этих людей имелась значительная прослойка антисоветски настроенных граждан, которые добросовестно и преданно служили немецким оккупационным властям. Жестокий тоталитарный сталинский режим, коллективизация, раскулачивание и расказачивание, насильственные депортации и переселения целых народов, голодные катастрофы, сталинские репрессии и повсеместный террор, утрата национальной независимости прибалтийскими государствами и другие следствия преобразований большевиков, вызывали недовольство значительной части населения, явление носило массовый характер, по сути в 1941—1945 гг. в рамках Второй мировой и Великой Отечественной, в СССР разгорелся второй этап гражданской войны, когда миллионы граждан страны вновь оказались по разные стороны баррикад с оружием в руках друг против друга. Всё это активно использовала немецкая пропаганда — под предлогом освобождения порабощённых народов СССР проводилась политика демонизации советского государства. Немаловажным фактором была и продолжающаяся антисоветская деятельность белогвардейской эмиграции — в особенности той её части, которая заняла «непримиримую позицию», а с началом Великой Отечественной войны встала на позицию «пораженчества» по отношению к существующему режиму в СССР.:20
В итоге, в ходе тяжёлой кровопролитной войны Советский Союз в составе антигитлеровской коалиции изгнал захватчиков со своей территории и освободил от германской оккупации страны Центральной и Восточной Европы. Война в Европе завершилась в мае 1945 года победой стран антигитлеровской коалиции и капитуляцией вооружённых сил Германии. Нюрнбергский трибунал, состоявшийся в 1945—1946 гг., дал оценку развязанной нацистской Германией агрессивной войне, военным преступлениям, преступлениям против мира и человечности, а также вынес приговор нацистским преступникам. При этом, союзным войскам антигитлеровской коалиции на процессе не предъявлялись какие-либо иски и не предъявлялись обвинения, по части совершённых с их стороны военных преступлений в ходе данного конфликта, потому что они были победившими державами, которые тогда держали всю Европу под своей военной оккупацией, что омрачало исторический авторитет деятельности трибунала по части правосудия вершившегося лишь со стороны победителя над побеждённым противником. Соответственно, конкретные детали судебного процесса вызывали разногласия и до, и во время, и после него. Конференция четырёх держав в Лондоне после долгих и сложных дискуссий создала устав МВТ таким образом, чтобы он гарантированно защищал от судебного преследования и разбирательства «проблемные точки» каждой из стран-победительниц, включая предвоенный пакт Молотова — Риббентропа и систему сегрегации в США.
Тем не менее, приняв капитуляцию, Советский Союз не подписал мир с Германией, то есть формально СССР остался с Германией в состоянии войны. Война с Германией была формально окончена 25 января 1955 года изданием Президиумом Верховного Совета СССР указа «О прекращении состояния войны между Советским Союзом и Германией».

### Эпоха холодной войны

#### Политика
После поражения в войне Германия была поделена между союзниками на четыре оккупационные зоны. На территории оккупационных зон Великобритании, США и Франции (Тризонии) 7 сентября 1949 года была образована Федеративная Республика Германия со столицей в Бонне, через месяц в советском секторе — Германская Демократическая Республика со столицей в Восточном Берлине. В 1955 году ФРГ вступила в НАТО, а ГДР в 1956 году — в Организацию Варшавского договора. Ввиду массового исхода немцев из восточной зоны оккупации на Запад, 13 августа 1961 года советскими властями между Восточным и Западным Берлином была возведена Берлинская стена, которая разделила город и развела жителей Германии по разные стороны на долгие годы. Таким образом, Восточная Германия стала своего рода главным форпостом СССР в холодной войне.
На территории ГДР дислоцировалась Группа советских войск в Германии, считавшаяся одной из самых боеспособных в Советской армии. Германия стала важным центром деятельности Комитета государственной безопасности в его противостоянии с западными спецслужбами. В основном именно в Германии между США и СССР происходил обмен арестованными шпионами (в этой связи получил известность мост Глинике).
В ФРГ приход к власти социал-демократов во главе с Вилли Брандтом ознаменовался новой «восточной политикой», результатом которой стали Московский договор 1970 года между СССР и ФРГ, зафиксировавший нерушимость границ, отказ от территориальных претензий (Восточная Пруссия) и декларировавший возможность объединения ФРГ и ГДР.
Разрядка международной напряженности и обширные политические реформы в СССР в конце 1980-х привели в конце концов к распаду социалистического лагеря, Варшавского договора, а позже и самого Советского Союза. 9 ноября 1989 стена, разделявшая Берлин 28 лет, была демонтирована. 12 сентября 1990 года в Москве был подписан Договор об окончательном урегулировании в отношении Германии. 3 октября 1990 года ГДР вошла в состав Федеративной Республики Германия, холодная война окончилась. В сентябре 1994 года Германию покинул последний российский солдат.

#### Экономика
После второй мировой войны экономические отношения СССР с ФРГ были крайне осложнены реалиями «холодной войны». Однако с подписанием 5 июля 1972 года долгосрочного соглашения о торговле и экономическом сотрудничестве ситуация в корне начинает меняться в положительную сторону. Был выработан целый пакет советско-западногерманских договоров, соглашений и других нормативных актов, создавших фундамент для экономического сотрудничества между СССР и ФРГ. C начала 1970-х годов ФРГ прочно заняла место главного торгового партнера СССР. Особое значение для этих отношений имела сделка века «газ-трубы», заключённая 1 февраля 1970 г. Вплоть до 1984 года товарооборот продолжал неуклонно расти, его уменьшение в 1985—1987 годах обусловлено уменьшением импортных возможностей СССР из-за сокращения его валютных поступлений вследствие падения мировых цен на нефть.

## Современная ситуация

### Политика
Среди стран Евросоюза Германия считается одной из стран, с которыми у России традиционно складываются наиболее дружественные и плодотворные отношения. Как во времена Гельмута Коля, так и во времена Герхарда Шрёдера немецкие лидеры всегда старались установить хорошие личные отношения с президентами России. Нередко Германию называют адвокатом России в Евросоюзе, особенно на фоне его пополнения недружественно настроенными к России странами Центральной и Восточной Европы. Особое политическое сближение между обоими государствами наблюдалось в период правления Герхарда Шрёдера и Владимира Путина, завязавших крепкую личную дружбу. В 2001 году В. Путин произнёс речь в германском бундестаге на немецком языке, в которой изложил своё видение сотрудничества между Россией и Европой в будущем. В том же году был основан Петербургский диалог, российско-немецкий дискуссионный форум, проводящий ежегодные встречи представителей общественности двух стран. В 2003 г. Россия, Германия и Франция были едины в несогласии с развязыванием США войны в Ираке, и некоторые обозреватели даже начали писать об «оси Париж—Берлин—Москва». В 2005 году Путин и Шрёдер договорились о строительстве Североевропейского газопровода («Северный поток») по дну Балтийского моря; это решение вызвало бурные протесты в странах Восточной Европы и даже обвинения в новом Пакте Молотова — Риббентропа.
Пришедшая в тому же году к власти Ангела Меркель относится к России более скептически. Она дала понять, что восстановит внешнеполитическую ориентацию Германии на США, а к России намерена относиться более дистанцированно, хоть и прагматично. Тем не менее, Меркель не стала денонсировать достигнутые в эпоху Шрёдера соглашения с Россией. Германия была одной из немногих западных стран, критиковавших планы США по созданию ПРО в Восточной Европе.
В 2014 году отношения между Россией и Германией значительно ухудшились из-за аннексии Крыма Российской Федерацией и войны на Донбассе. Канцлер Германии Ангела Меркель неоднократно обвиняла Россию во вмешательстве во внутренние дела Украины и в поддержке самопровозглашённых Донецкой и Луганской народных республик.
В июне 2016 года правительство Германии обновило редакцию «Белой книги» — руководства по ведению политики национальной безопасности страны. В обновлённой редакции Россия для Германии «больше не партнёр, а соперник», входящий в число основных угроз, поскольку Россия «готова использовать силу при продвижении своих интересов».
20 августа 2021 года в рамках прощального визита канцлера ФРГ Ангелы Меркель в Россию, она провела встречу с российским президентом в Кремле. Президент РФ Владимир Путин встретил Меркель с букетом цветов и поприветствовал её фразой «Guten Tag» (нем. Добрый день). По итогам встречи немецкий канцлер заявила, что сейчас для Германии приоритетом является оказание помощи людям, которые сотрудничали с ФРГ в Афганистане, признала провал нормандского формата, выступила за сохранение транзита российского газа после 2024 года, назвала замену срока на реальный Алексею Навального «неприемлемой» и призвала освободить его. В свою очередь российский президент заявил, что Меркель «желанный гость» и её всегда будут ждать, процесс «наведения порядка» Талибаном должен контролироваться международным сообществом при координирующей роли Совбеза ООН, президент попросил Меркель во время визита в украинскую столицу «повлиять на украинскую сторону в плане выполнения взятых на себя ранее обязательств». Также Путин заявил, что российская сторона готова транзитировать газ и после 2024 года, что Навальный осуждён «не за политическую деятельность, а за криминальное правонарушение». Также российский президент надеется на эволюционное развитие общества и государства.

### Экономика
Германия является самым важным торговым партнёром России, на неё приходится 13,6 % всей российской внешней торговли. Россия для Германии, исходя из абсолютных финансовых показателей, является 13-м по важности торговым партнёром, и торговля с ней составляет около 3 % от общего товарооборота. Однако импорт российских энергоносителей носит для Германии стратегический характер. Уже сегодня Германия импортирует более 30 % природного газа и 20 % нефти из России, и по оценкам экспертов эта доля в будущем увеличится. Россия импортирует из Германии в больших объёмах продукцию машиностроения.

### Культура
В культурной сфере между обоими государствами существует тесное сотрудничество. 2003 год был годом России в Германии, а 2004-й — годом Германии в России. Россия была основной страной-участницей на Франкфуртской книжной ярмарке. Одним из периодически возникающих вопросов, связанных с культурной сферой, является вопрос о возвращении Германии предметов трофейного искусства, вывезенных советскими воинами после окончания Второй мировой войны.
Гуманитарное направление взаимодействия России и Германии регулируется Межправительственным Соглашением между Российской Федерацией и Федеративной Республикой Германия о культурном сотрудничестве от 16 декабря 1992 года, Межправительственным Соглашением об изучении русского языка в Федеративной Республике Германия и немецкого языка в Российской Федерации от 9 октября 2003 года и Межправительственным Соглашением в области молодёжного сотрудничества от 21 декабря 2004 года, а также рядом межведомственных документов.

### Новая эра «Zeitenwende»
После вторжения России на Украину в феврале 2022 года Германия пересмотрела свой подход к двусторонним отношениям. Многие германские политики признали, что неверно оценивали Владимира Путина. Так, президент Германии Франк-Вальтер Штайнмайер извинился за то, что устанавливал связи с Москвой в области поставки энергоносителей.
По словам спикера МИД Германии Нильса Шмидта:
Мы с горечью осознаем, что в течение 30 лет развивали диалог и взаимодействие с Россией. Теперь мы признаем, что это было ошибкой. Поэтому мы вступаем в новую эру европейской безопасности.
Оригинальный текст (англ.)It's a bitter acknowledgement that for 30 years we emphasised dialogue and co-operation with Russia. Now we have to recognise this has not worked. That's why we have entered a new era for European security.
В своей речи в парламенте вскоре после начала российского вторжения на Украину, канцлер Германии Олаф Шольц назвал новую эру в отношениях с Россией — «Zeitenwende» (буквально — поворот эпох).
В ноябре 2022 года президент Турции Реджеп Тайип Эрдоган сообщил, что канцлер Германии Олаф Шольц за месяц изменил свою позицию по отношению к президенту РФ Владимиру Путину и России на «совершенно другую». При этом, по словам Эрдогана, Шольц отметил важность диалога. Турецкий лидер заметил, что высокая дипломатия имеет решающее значение для решения проблем. 30 января 2023 года Reuters со ссылкой на российские и немецкие СМИ рассказало, что Путин открыт для контактов с Шольцем, который выразил готовность к переговорам.

### Комментарии
1. ↑  Несмотря на значительные успехи немецкой армии и стремительное бегство РККА в период блицкрига летом и осенью 1941 года, планы полного сокрушения и разгрома СССР всё-таки были сорваны советскими войсками, когда немецкая «военная машина» увязла в боях и осадах ключевых точек, оказавшись у стен Москвы в период осенней распутицы и наступления холодов в конце октября и начале ноября 1941 (а не в тёплое время года, конца августа и начала сентября, если бы вторжение состоялось на два месяца раньше), когда подоспели и вступили в противостояние с врагом такие естественные союзники России как генерал «Слякоть» и генерал «Мороз», и Красная армия в итоге ценой невероятных усилий смогла отстоять свою столицу.